# Kitchen Impossible/Staffel 8
Die von VOX ausgestrahlte achte Staffel Kitchen Impossible wird seit dem 12. Februar 2023 im TV gesendet. Die neuen Folgen sind jeweils eine Woche vor TV-Ausstrahlung auf RTL+ im Voraus verfügbar.

## Produktion und Ausstrahlung
Die Verlängerung um eine im Winter/Frühjahr 2023 ausgestrahlte neue, 8. Staffel, wurde erst im Rahmen der Programmvorschau im Sommer 2022 bekannt gegeben, tatsächlich fanden erste Dreharbeiten für diese bereits spätestens im April 2022 im Ortsteil Reichenbach des Ortes Lahr/Schwarzwald, wo Daniel und Otto Fehrenbacher das Restaurant und Hotel  Adler betreiben, statt, wurden jedoch nicht durch Produktion oder Sender kommentiert. Diese Dreharbeiten zählten zur ersten Folge der Staffel, Tim Mälzer VS. Die Stembergs, welche am 12. Februar 2023 ausgestrahlt wurde.
Teile der dritten Folge Tim Mälzer VS. Thomas Bühner, an welchen die deutsche Fußballnationalmannschaft beteiligt ist, müssen zudem Ende Mai 2022 entstanden sein, als sich das DFB-Team im Trainingslager in Marbella befand. Den Erstausstrahlungen schloss sich nach deren Ende am 2. April 2023, in der darauffolgenden Woche die Ausstrahlung der Wiederholung des Duells Mälzers mit Alexander Wulf aus Staffel 6 an.

## Duellanten

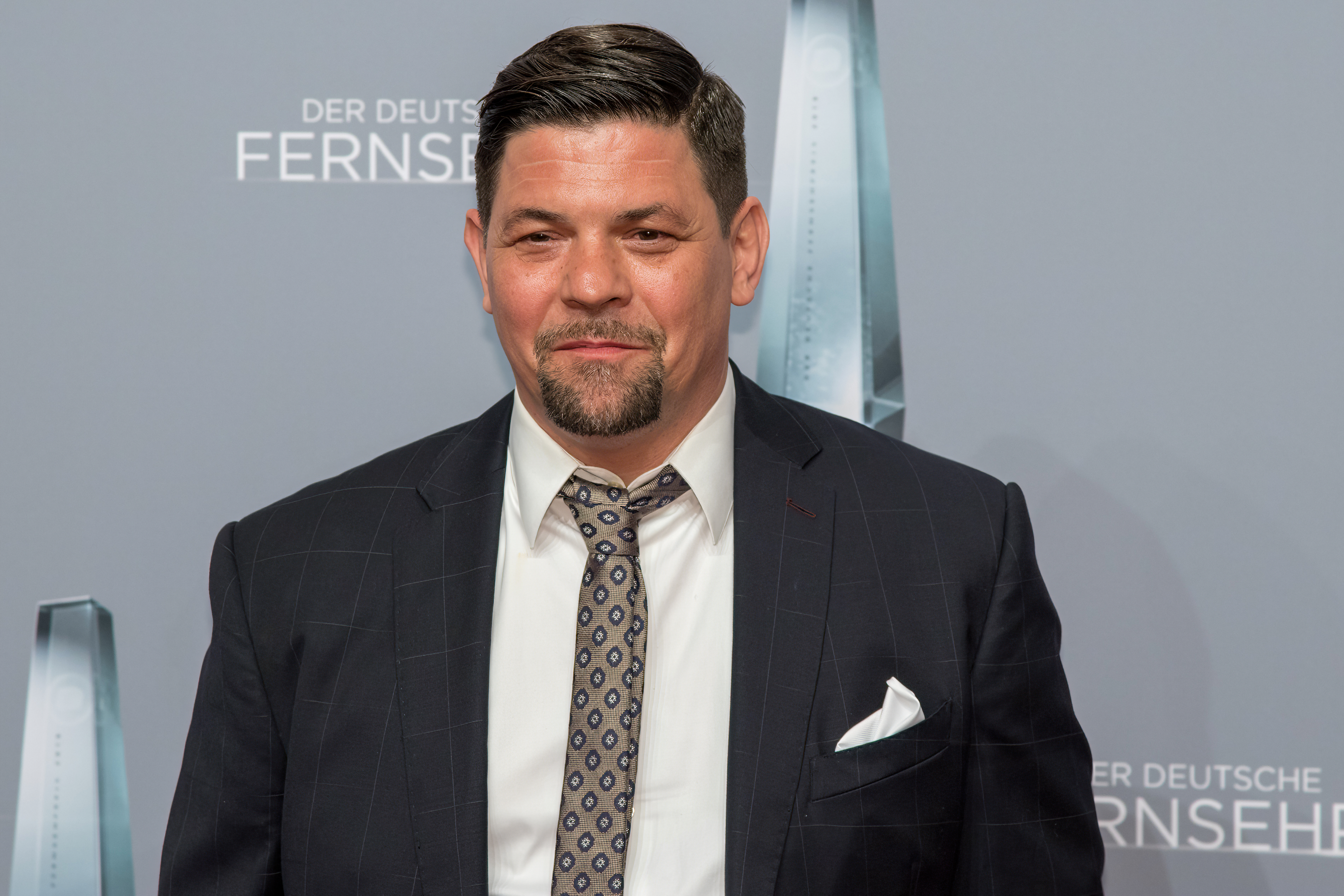
Tim Mälzer

In der ersten Folge dieser Staffel tritt Mälzer gegen das Vater-Sohn-Team Walter Stemberg und Sascha Stemberg an, wobei es erstmals dazu kommt, dass er allein gegen zwei im Team antretende Gegner kämpft. In dieser Folge wird Mälzers Ex-Kontrahent Franz Keller Originalkoch einer der an seine Gegner gestellten Aufgabe sein. Zu einem ebensolchen Duell gegen zwei Personen kommt es in einer weiteren Folge mit Elif Oskan und Markus Stöckle, in der Ex-Kontrahent Konstantin Filippou als Originalkoch in Erscheinung tritt.
Sie sind ebenso Gegner Mälzers in dieser Staffel wie Thomas Bühner, Edi Frauneder, Philipp Vogel, Graciela Cucchiara und René Frank, wobei letztere beiden, ebenso wie Stöckle, bereits Originalköche gestellter Aufgaben in der vorherigen Staffel waren. Zudem handelt es sich beim Duell gegen Frauneder um die so genannte USA-Edition, die, mit Ausnahme der in Hamburg gedrehten Auswertung der Duelle, komplett in den USA gedreht wurde.
Zum Ende schließt sich eine erneute Best-Friends-Edition an, in der wie in den vorangegangenen beiden Jahren Mälzer gegen Tim Raue antritt, wobei der dritte Duellant der Runde Hans Neuner ist, der zuletzt Duellant Mälzers in Staffel 2 war und als Originalkoch in der letzten Best-Friends-Edition zu sehen war. Mit Elif Oskan kommt es zudem zum ersten Mal dazu, dass Mälzer innerhalb einer Staffel gegen die Originalköchin eines Gerichtes antritt, das er in der Folge zuvor als Herausforderung an einen seiner Kontrahenten gestellt hatte.

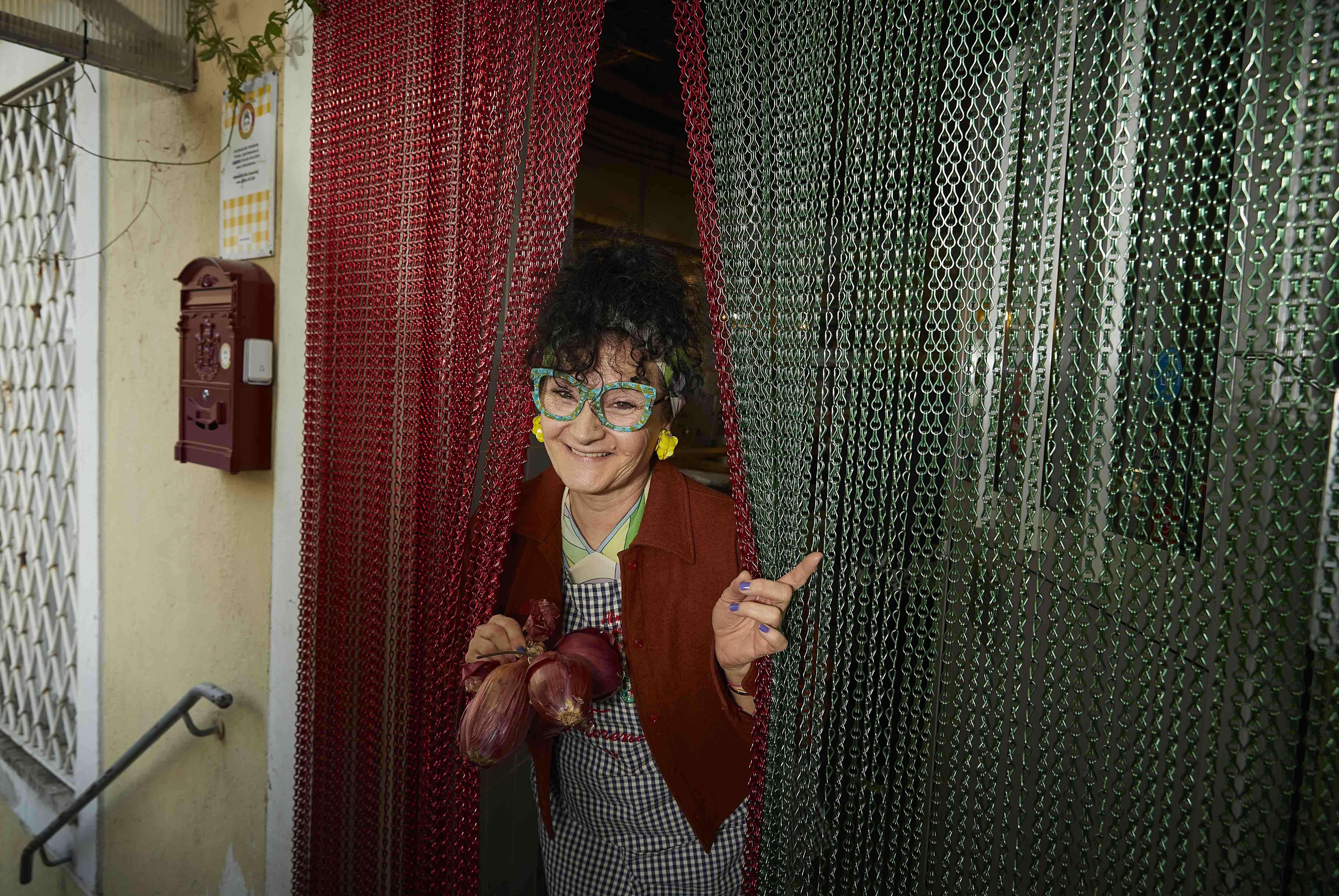
Graciela Cucchiara
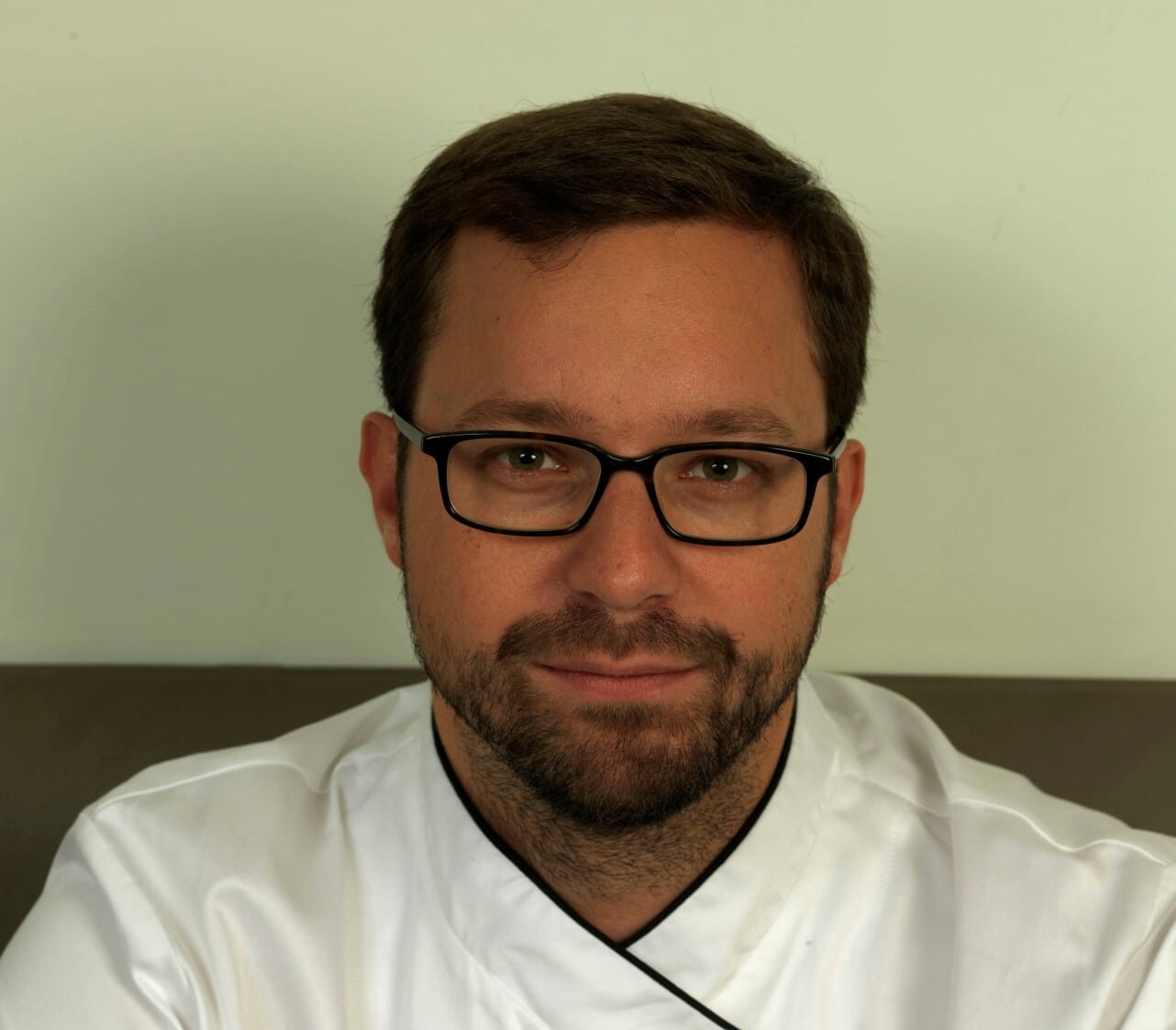
Edi Frauneder
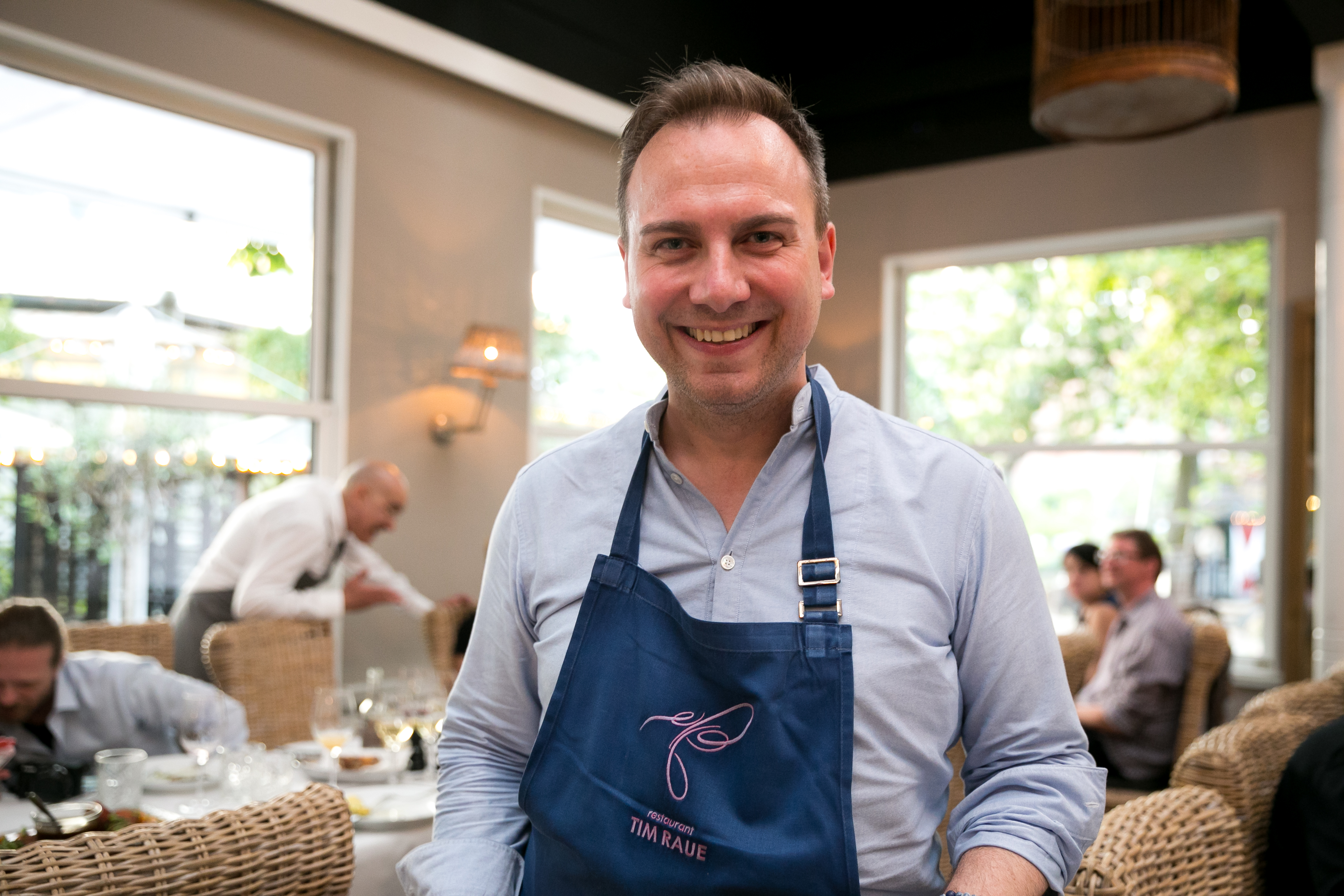
Tim Raue

## Duelle
| #      | Erstausstrahlung | Köche                                                         | Tim Mälzer                      | Tim Mälzer | Tim Mälzer | Gegner            | Gegner                                                                            | Gegner  |
| #      | Erstausstrahlung | Köche                                                         | Länder                          | Gericht | Punkte     | Länder            | Gericht                                                                           | Punkte  |
| ------ | ---------------- | ------------------------------------------------------------- | ------------------------------- | --- | ---------- | ----------------- | --------------------------------------------------------------------------------- | ------- |
| 1      | 12. Februar 2023 | Tim Mälzer, Die Stembergs (Walter Stemberg & Sascha Stemberg) | San José                        | Rondón & Patacónes | 5,6/10     | Gordes            | Poulet au vinaigre (nach Franz Keller)                                            | 6,6/10  |
| 1      | 12. Februar 2023 | Tim Mälzer, Die Stembergs (Walter Stemberg & Sascha Stemberg) | Lahr/Schwarzwald                | Königinpastete mit Ragout fin (nach Daniel & Otto Fehrenbacher) 1                                                          | 7,8/10     | Malmö/Genarp      | Ochsenherz mit Schwarzwurzel & Lauch, Sellerie, Rhabarber (nach Titti Qvarnström) | 5,4/10  |
| Gesamt |                  |                                                               | 13,4/20                         | 13,4/20 | 13,4/20    | 12,0/20           | 12,0/20                                                                           | 12,0/20 |
| 2      | 19. Februar 2023 | Tim Mälzer, René Frank                                        | Minori/Maiori                   | Parmigiana und Melanzana alla cioccolata 2                                                                                 | 5,9/10     | Verviers          | Tarte au riz                                                                      | 5,2/10  |
| 2      | 19. Februar 2023 | Tim Mälzer, René Frank                                        | San Sebastian                   | Dreierlei vom Tintenfisch (nach Andoni Luis Aduriz) 3                                                                      | 5,8/10     | Porto             | Francesinha                                                                       | 5,4/10  |
| Gesamt |                  |                                                               | 11,7/20                         | 11,7/20 | 11,7/20    | 10,6/20           | 10,6/20                                                                           | 10,6/20 |
| 3      | 26. Februar 2023 | Tim Mälzer, Thomas Bühner                                     | Marbella                        | Sucuk Pasta und Protein Power Cake (nach Anton Schmaus) 4                                                                  | 5,6/10     | Zürich            | Marküs Bayildi, Eiersalat, Cigköfte (nach Elif Oskan)                             | 4,9/10  |
| 3      | 26. Februar 2023 | Tim Mälzer, Thomas Bühner                                     | Gardone Riviera                 | Cacio e pepe in der Blase                                                                                                  | 6,1/10     | Ho-Chi-Minh-Stadt | Bánh Canh Ghẹ                                                                     | 7,4/10  |
| Gesamt |                  |                                                               | 11,7/20                         | 11,7/20 | 11,7/20    | 12,3/20           | 12,3/20                                                                           | 12,3/20 |
| 4      | 5. März 2023     | Tim Mälzer, Elif Oskan & Markus Stöckle                       | London                          | Hokkaido Potato (nach Jonny Lake) 5                                                                                        | 5,1/10     | Wien              | Seesaibling mit Trahanas-Nudeln (nach Konstantin Filippou)                        | 5,9/10  |
| 4      | 5. März 2023     | Tim Mälzer, Elif Oskan & Markus Stöckle                       | Bad Wörishofen/Unterthingau     | Fleischpflanzerl mit Kartoffelsalat und Dampfnudeln mit Vanillesoße (nach Annelise Stöckle, der Mutter von Markus Stöckle) | 5,8/10     | Singapur          | Oyster Cake                                                                       | 6,1/10  |
| Gesamt |                  |                                                               | 10,9/20                         | 10,9/20 | 10,9/20    | 12,0/20           | 12,0/20                                                                           | 12,0/20 |
| 5      | 12. März 2023    | Tim Mälzer, Philipp Vogel                                     | Nürnberg                        | Weiße Zwiebel und Eierstich (nach Felix Schneider) 6                                                                       | 6,6/10     | Stavanger         | Languste mit Kürbispüree und Sanddornschaum (nach Sven Erik Renaa)                | 6,1/10  |
| 5      | 12. März 2023    | Tim Mälzer, Philipp Vogel                                     | Edinburgh                       | Moorhuhn mit Wildsoße, Wildchips und Brotsoße (nach Tom Kitchin)                                                           | 5,3/10     | Sokobanja         | Beef-Wellington in schwarzem Mantel mit Salat und Dip                             | 6,0/10  |
| Gesamt |                  |                                                               | 11,9/20                         | 11,9/20 | 11,9/20    | 12,1/20           | 12,1/20                                                                           | 12,1/20 |
| 6      | 19. März 2023    | Tim Mälzer, Graciela Cucchiara                                | Genua/Mele                      | Gnocchi di Patate con Pesto                                                                                                | 7,2/10     | Kdyne             | Rouladen mit böhmischen Knödeln 7                                                 | 7,1/10  |
| 6      | 19. März 2023    | Tim Mälzer, Graciela Cucchiara                                | Buenos Aires                    | Locro (Wintereintopf) | 9,0/10     | Barcelona         | Garibaldi 8                                                                       | 6,3/10  |
| Gesamt |                  |                                                               | 16,2/20                         | 16,2/20 | 16,2/20    | 13,4/20           | 13,4/20                                                                           | 13,4/20 |
| 7      | 26. März 2023    | Tim Mälzer, Edi Frauneder                                     | New York City (Jackson Heights) | Chotpoti | 7,3/10     | Washington, D.C.  | Onion & White Chocolate Soup und Tree of Life                                     | 7,3/10  |
| 7      | 26. März 2023    | Tim Mälzer, Edi Frauneder                                     | Kansas City (Missouri)          | Mac and Cheese und Barbecue (Chicken Wings, Brisket) 9                                                                     | 6,5/10     | New Orleans       | Filé Gumbo und Bread Pudding mit Rumsoße                                          | 6,4/10  |
| Gesamt |                  |                                                               | 13,8/20                         | 13,8/20 | 13,8/20    | 13,7/20           | 13,7/20                                                                           | 13,7/20 |

| #      | Erstausstrahlung | Köche                             | Raue vs. Neuner | Raue vs. Neuner                                                                | Raue vs. Neuner | Mälzer vs. Raue | Mälzer vs. Raue | Mälzer vs. Raue | Mälzer vs. Neuner | Mälzer vs. Neuner                         | Mälzer vs. Neuner |
| #      | Erstausstrahlung | Köche                             | Länder          | Gericht                                                                        | Punkte          | Länder          | Gericht         | Punkte          | Länder            | Gericht                                   | Punkte            |
| ------ | ---------------- | --------------------------------- | --------------- | ------------------------------------------------------------------------------ | --------------- | --------------- | --------------- | --------------- | ----------------- | ----------------------------------------- | ----------------- |
| 8      | 2. April 2023    | Tim Mälzer, Tim Raue, Hans Neuner | München         | Krustenbraten mit Kartoffelknödel und Krautsalat (nach Hans Jörg Bachmeier) 10 | 6,4/10          | Spangereid      | Fiskepudding 11 | 7,5/10          | Heraklion         | Lammhaxe mit Stamnagathi und Moustalevria | 5,7/10            |
| 8      | 2. April 2023    | Tim Mälzer, Tim Raue, Hans Neuner | München         | Krustenbraten mit Kartoffelknödel und Krautsalat (nach Hans Jörg Bachmaier) 10 | 4,4/10          | Spangereid      | Fiskepudding 11 | 5,6/10          | Heraklion         | Lammhaxe mit Stamnagathi und Moustalevria | 6,5/10            |
| Gesamt |                  |                                   | Mälzer: 13,2/20 | Mälzer: 13,2/20                                                                | Mälzer: 13,2/20 | Raue: 12,0/20   | Raue: 12,0/20   | Raue: 12,0/20   | Neuner: 10,9/20   | Neuner: 10,9/20                           | Neuner: 10,9/20   |

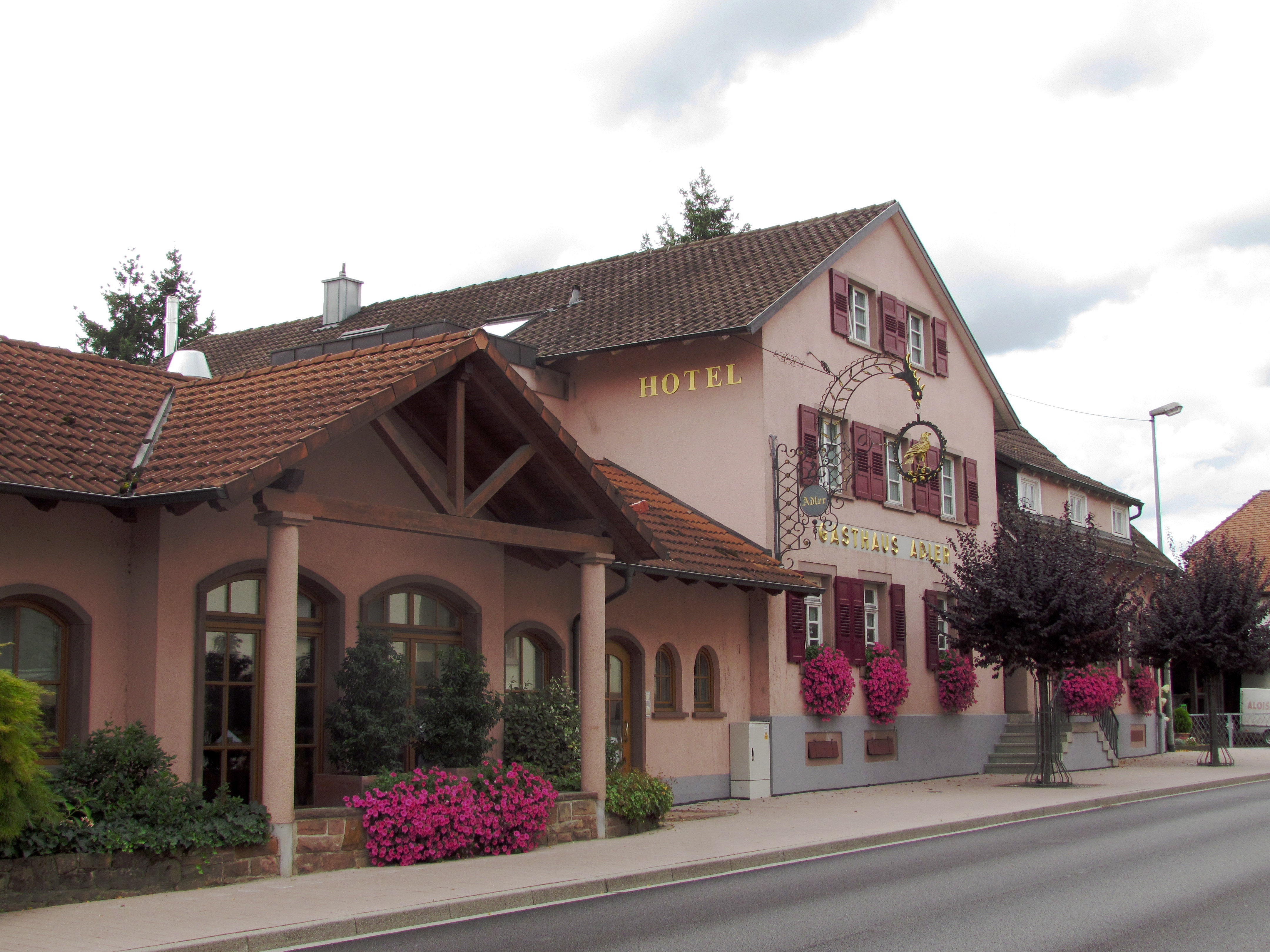
Hotel Restaurant Adler
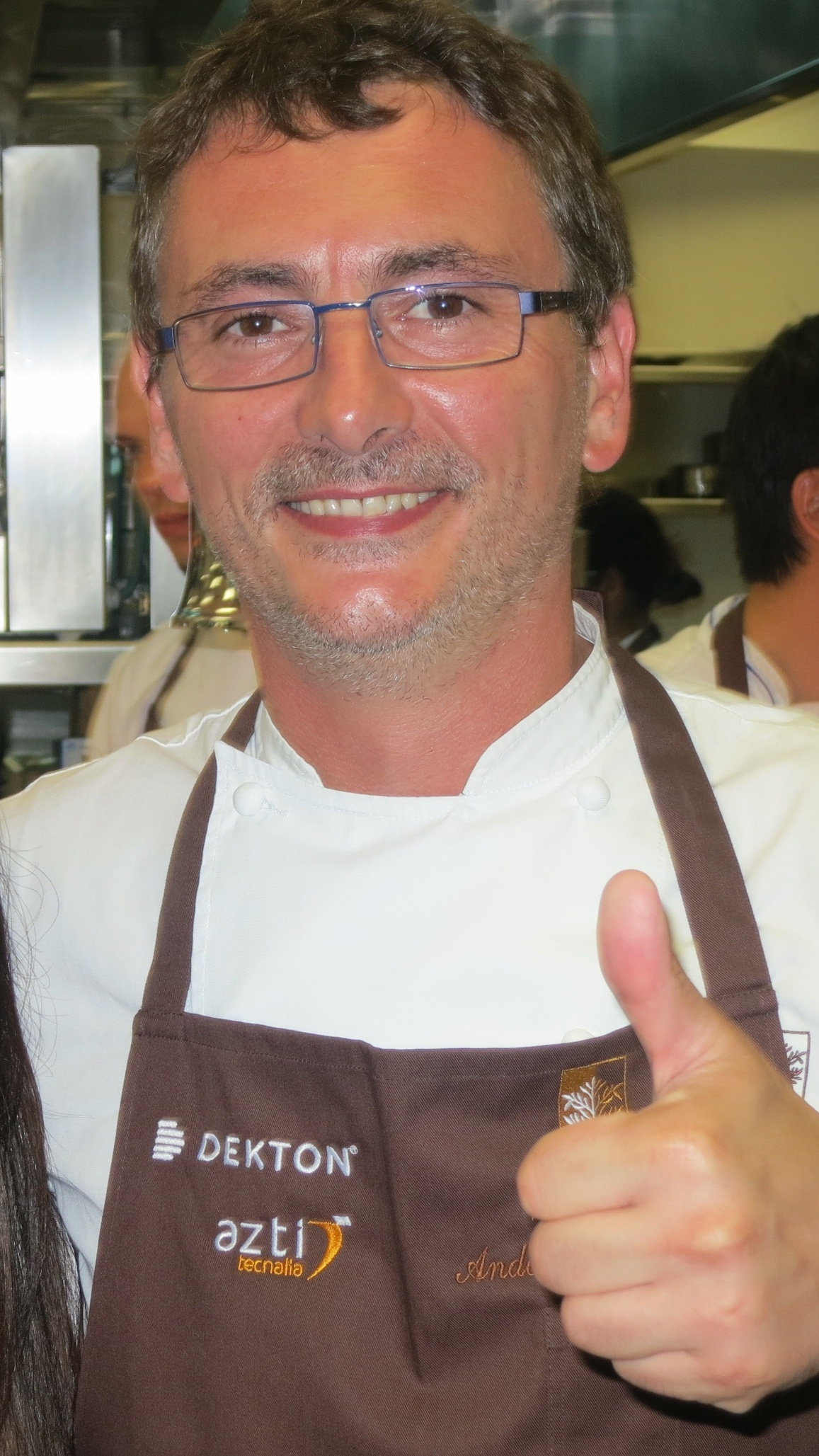
Andoni Luis Aduriz
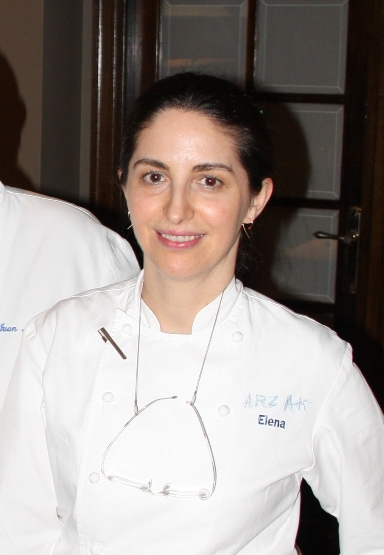
Elena Arzak
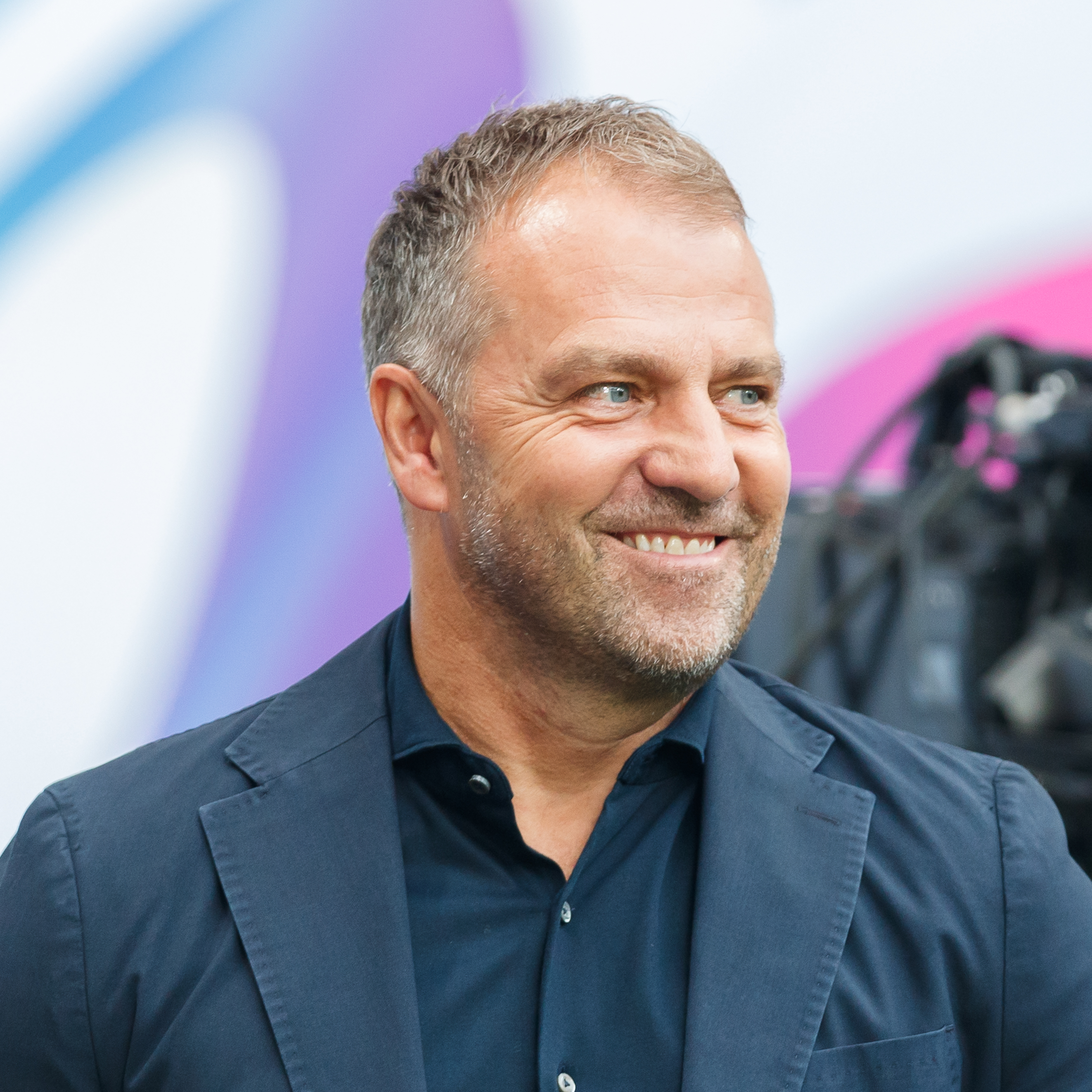
Hansi Flick
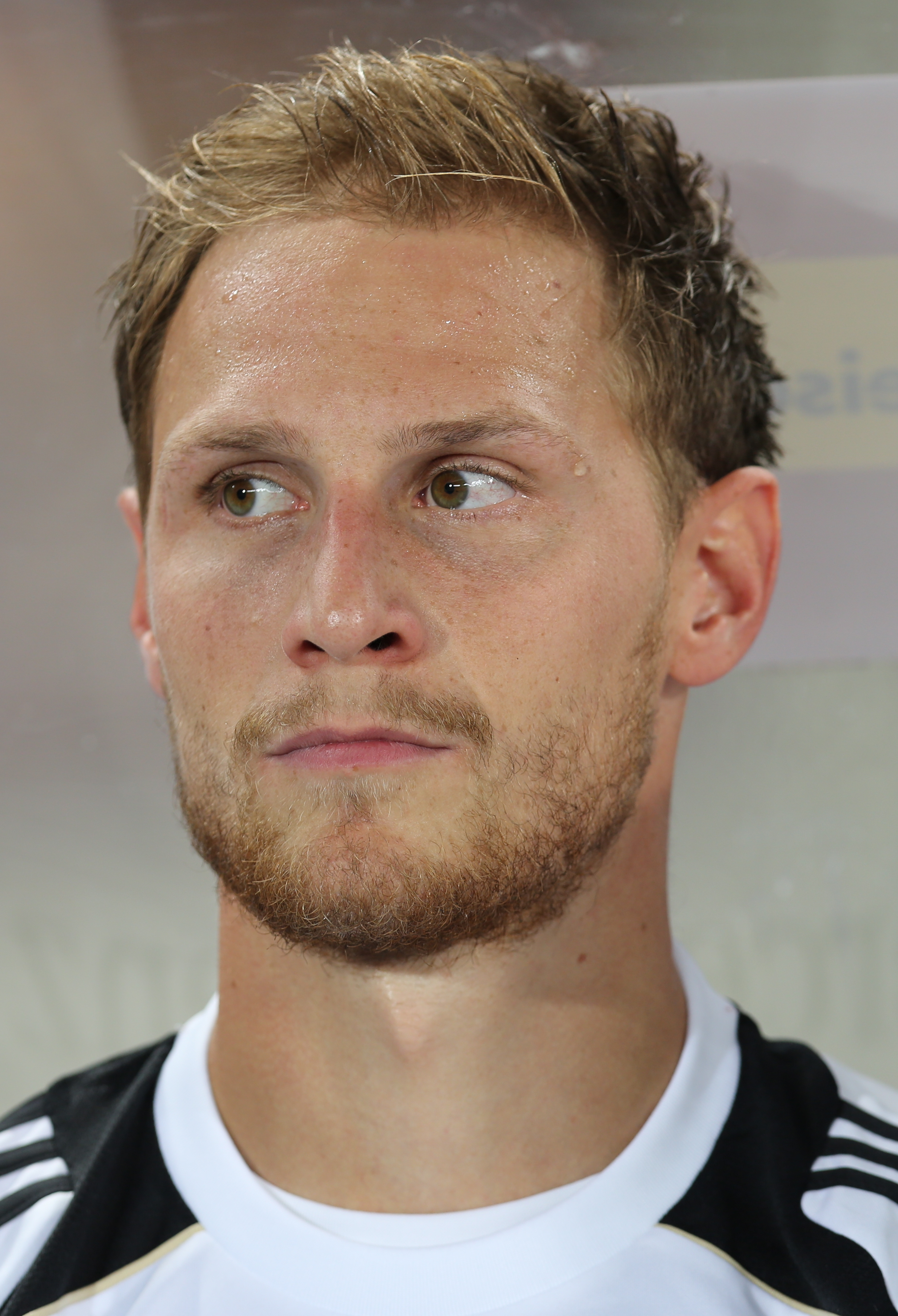
Benedikt Höwedes
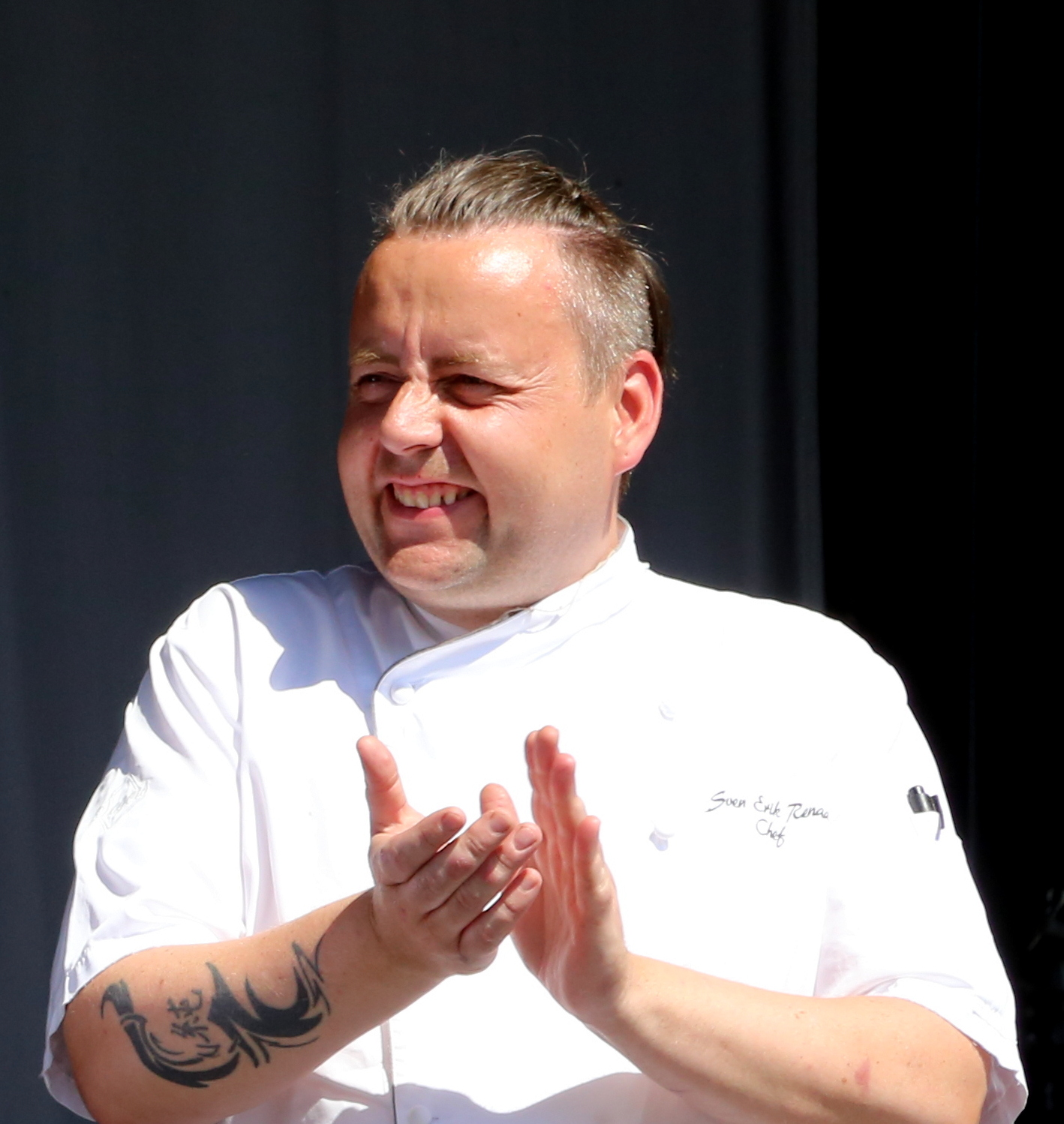
Sven Erik Renaa
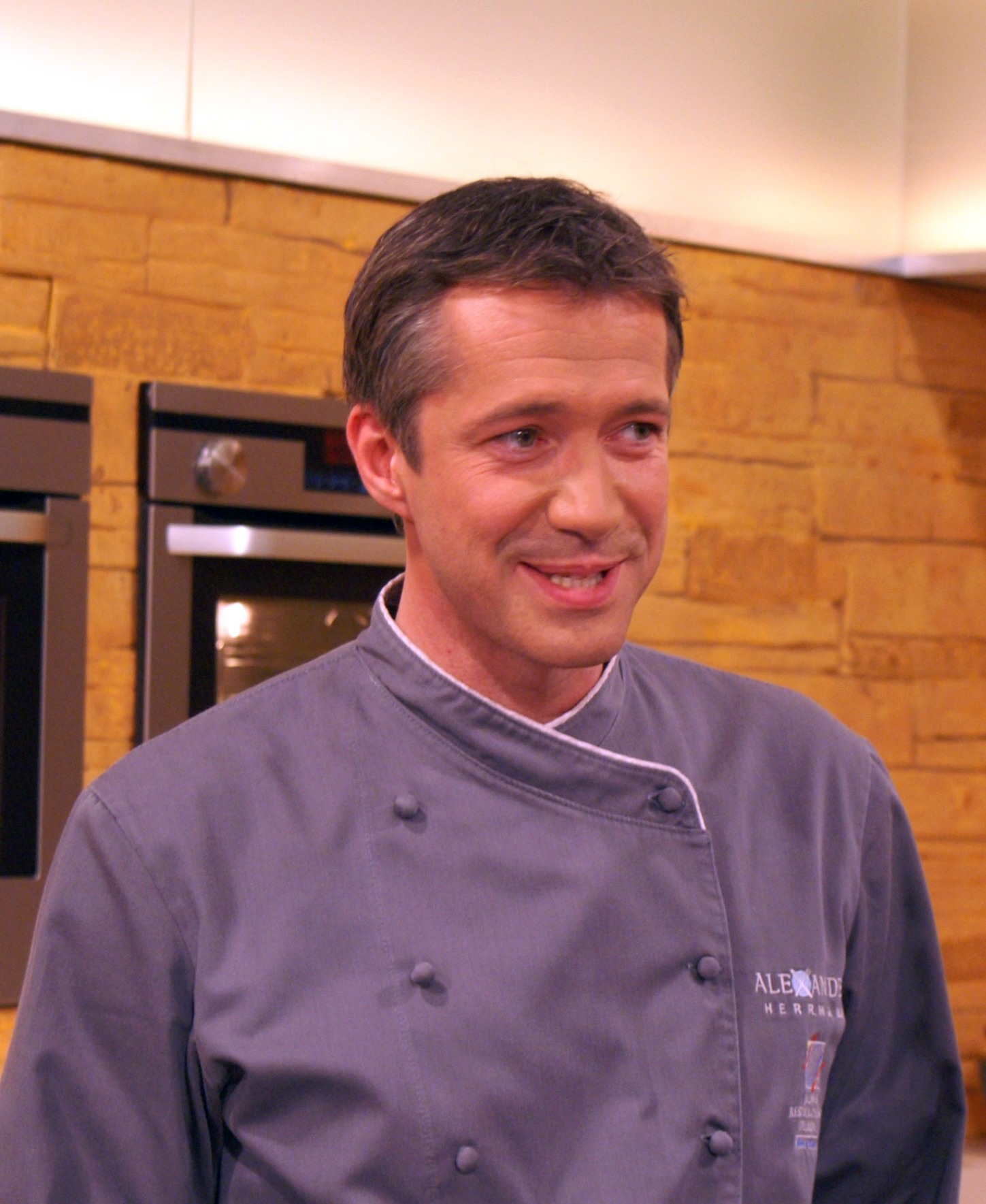
Alexander Herrmann
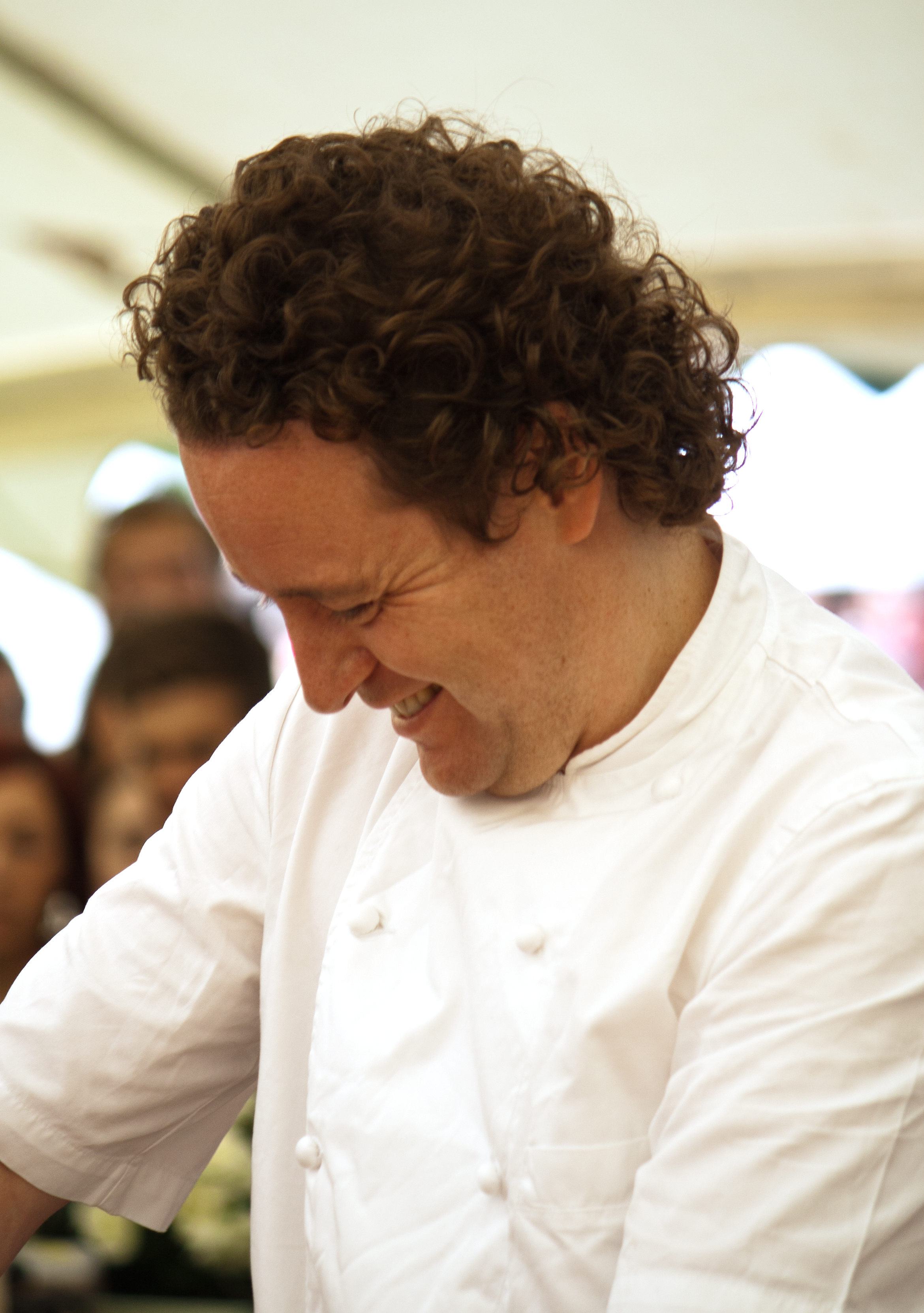
Tom Kitchin
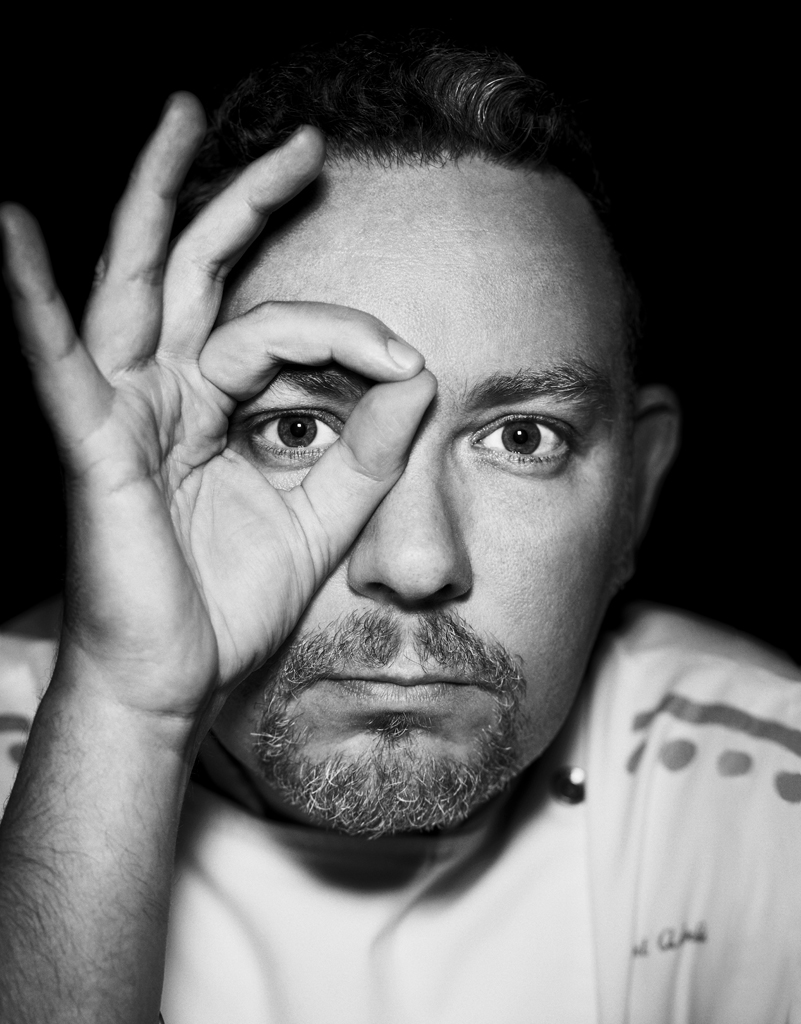
Albert Adrià
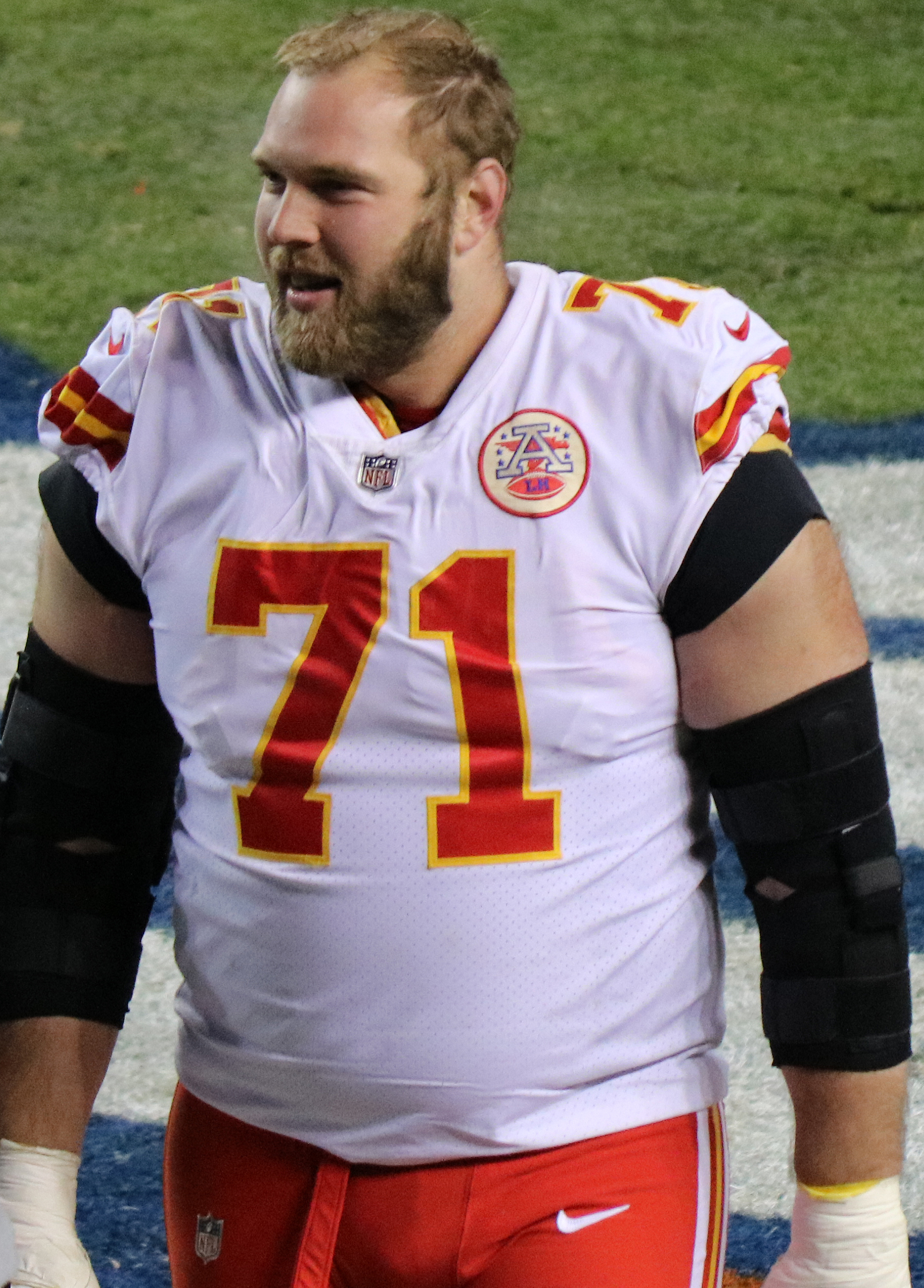
Mitchell Schwartz
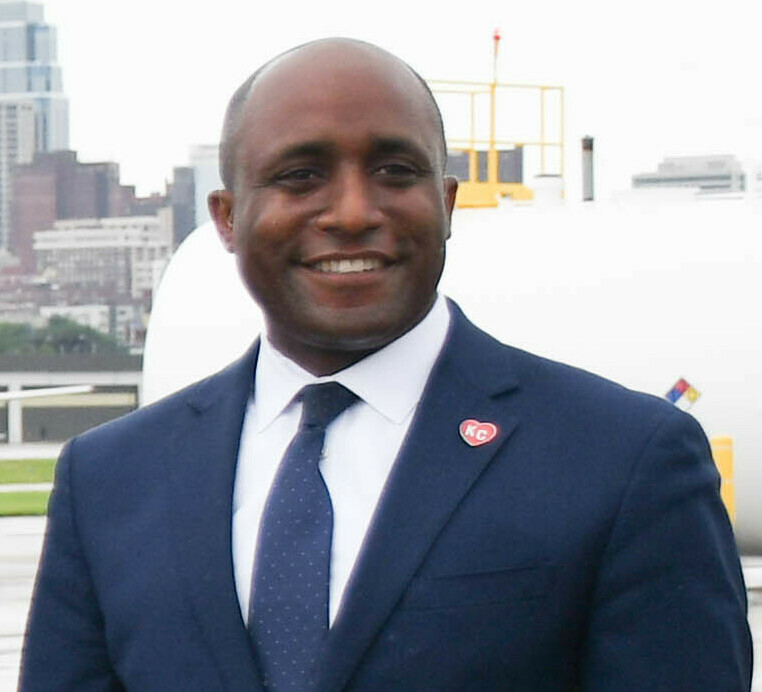
Quinton Lucas
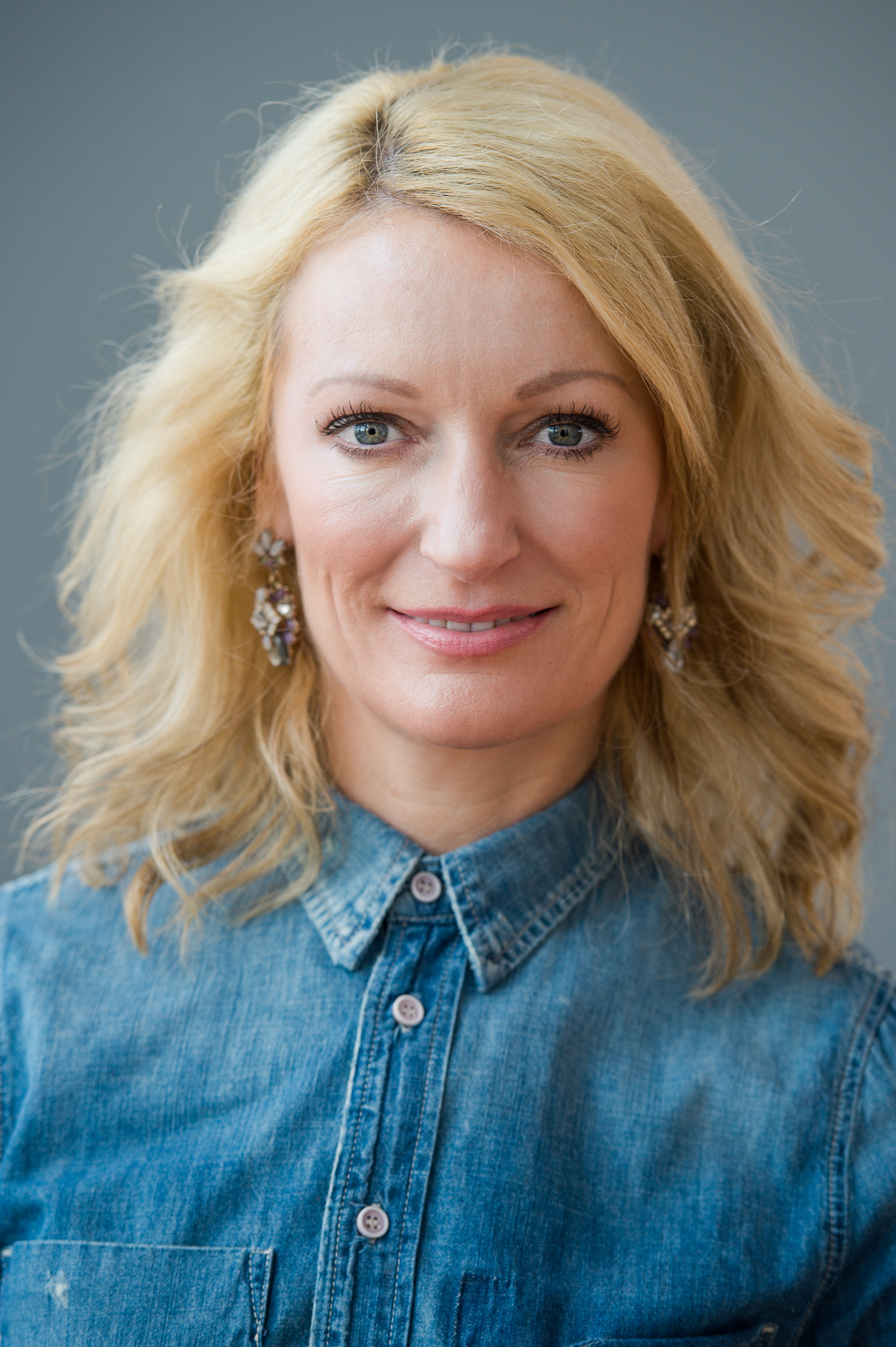
Monika Gruber
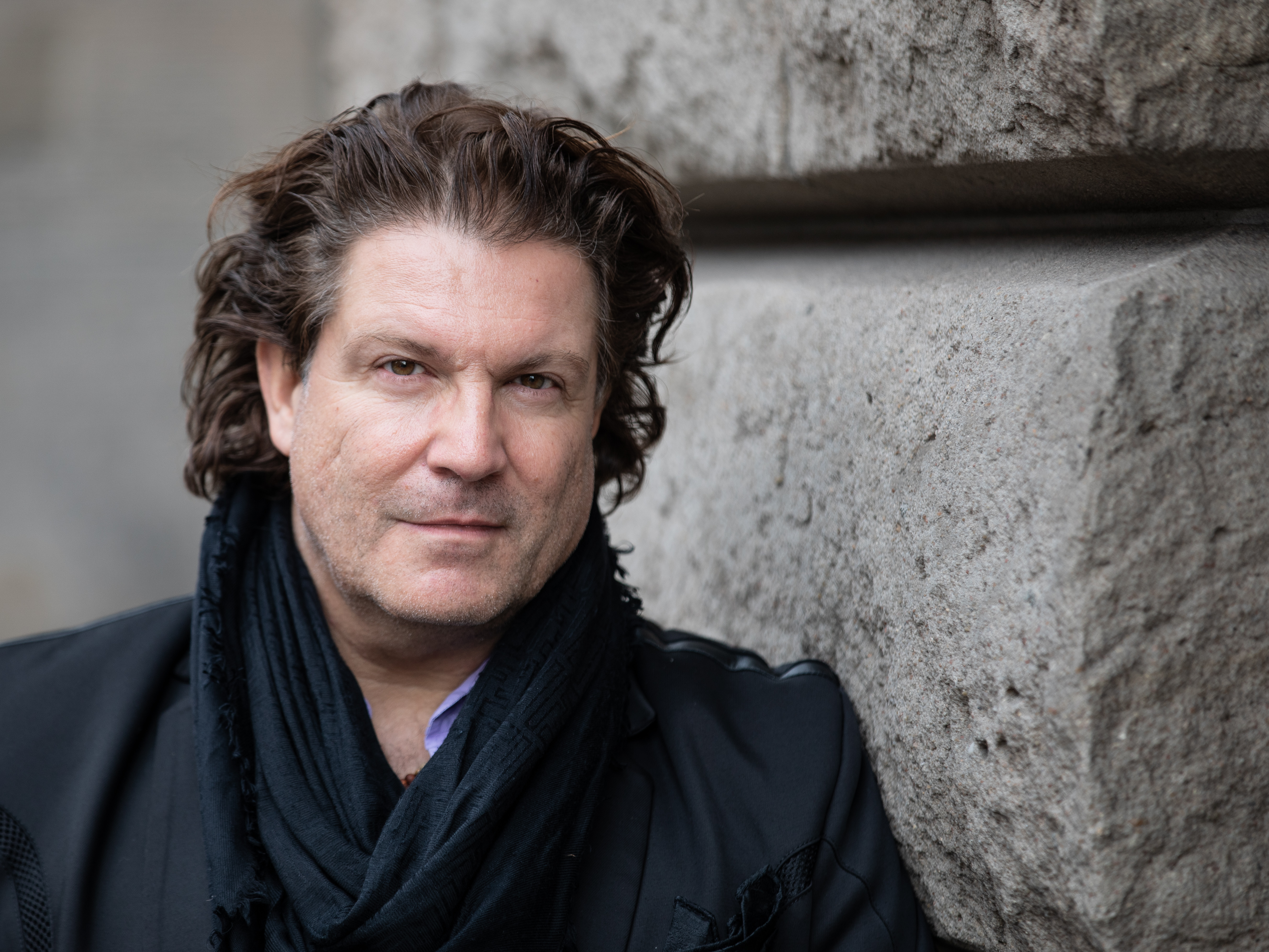
Francis Fulton-Smith
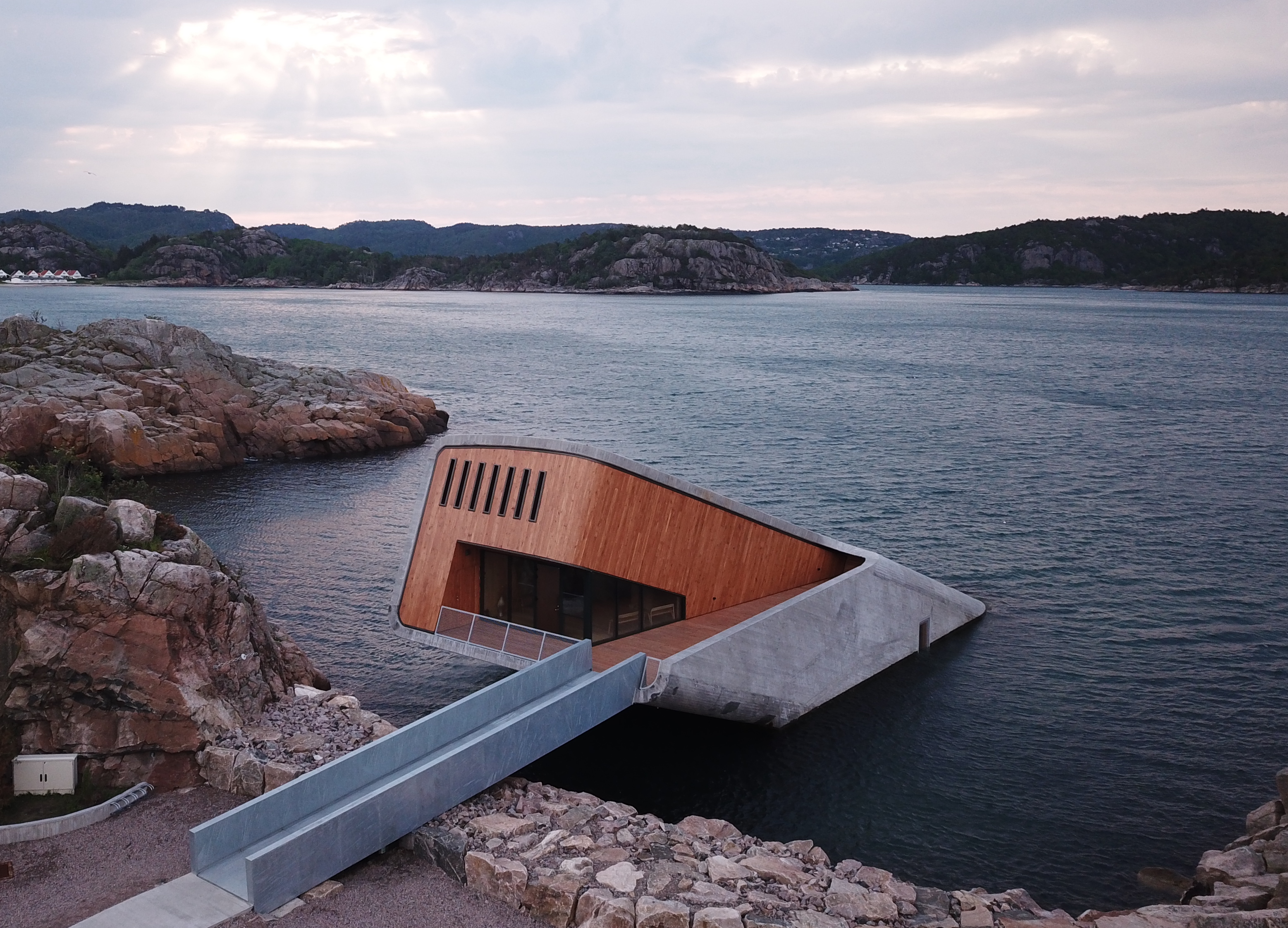
Restaurant Under

## Einschaltquoten
| Folge | Datum der Erstausstrahlung | Zuschauer Gesamt | Zuschauer 14 bis 49 Jahre | Quote Gesamt | Quote 14 bis 49 Jahre | Quellen       |
| ----- | -------------------------- | ---------------- | ------------------------- | ------------ | --------------------- | ------------- |
| 1     | 12. Februar 2023           | 1,31 Mio.        | 0,67 Mio.                 | 5,3 %        | 10,6 %                | [ 18 ] [ 19 ] |
| 2     | 19. Februar 2023           | 1,33 Mio.        | 0,66 Mio.                 | 5,5 %        | 11,6 %                | [ 20 ] [ 21 ] |
| 3     | 26. Februar 2023           | 1,38 Mio.        | 0,6 Mio.                  | 5,8 %        | 10,3 %                | [ 22 ]        |
| 4     | 5. März 2023               | 1,19 Mio.        | 0,6 Mio.                  | 4,8 %        | 8,8 %                 | [ 23 ]        |
| 5     | 12. März 2023              | 1,17 Mio.        | 0,48 Mio.                 | 4,9 %        | 8,2 %                 | [ 24 ] [ 25 ] |
| 6     | 19. März 2023              | 1,37 Mio.        | 0,6 Mio.                  | 5,8 %        | 10,5 %                | [ 26 ]        |
| 7     | 26. März 2023              | 1,24 Mio.        | 0,62 Mio.                 | 4,9 %        | 10,0 %                | [ 27 ]        |
| 8     | 2. April 2023              | 1,32 Mio.        | 0,6 Mio.                  | 5,6 %        | 11,1 %                | [ 28 ]        |